# Памятник Ленину в Кремле
Па́мятник В. И. Ле́нину в Кремле́ располагался в Московском Кремле, в Тайницком саду. Демонтирован и перенесён в Горки в 1995 году.
В 1967 году в год 50-летия Октябрьской революции прошёл конкурс на лучший памятник В. И. Ленину в Московском Кремле, в котором приняло участие более 50 авторов. Лучшим было признано произведение ленинградцев скульптора В. Б. Пинчука и архитектора С. Б. Сперанского.

На заднем плане — Спасская башня Московского Кремля. Фотография сделана в 1983 году.

Памятник был торжественно открыт 2 ноября 1967 года в Тайницком саду. Он был выполнен из бронзы, а постамент — из тёмно-серого гранита, добытого на Украине, площадка вокруг памятника была выложена полированными лабрадоритовыми плитами.
В. Б. Пинчук на протяжении многих лет работал над образом Ленина. Известны его работы «В. И. Ленин в Разливе» (1935), «В. И. Ленин на трибуне» (1973). Поэтому ему удалось в памятнике, установленном на территории Кремля, создать исторически достоверный образ Ленина. Автор рассказывал, что хотел показать Владимира Ильича присевшим в скверике на минуту, чтобы зрителям захотелось постоять у памятника.
Ленин жил и работал в Кремле более пяти лет: с марта 1918 года, когда столица была перенесена в Москву, по май 1923 года. Личная квартира и рабочий кабинет Ленина находились на третьем этаже бывшего здания Сената. С 1955 по 1994 год — музей, в котором побывало более двух миллионов человек.
С 1898 по 1918 год в Тайницком саду находился памятник императору Александру II. Здесь же 1 мая 1920 года проходил Всероссийский субботник, в котором участвовал Ленин и лично организовал снос памятника великому князю Сергею Александровичу.
В 1995 году памятник Ленину был демонтирован, скульптура перенесена в «Парк искусств» на Крымской набережной, а затем в Горки Ленинские, где находится и по сей день.